# Xã Faulkner, Quận Polk, Arkansas
Xã Faulkner (tiếng Anh: Faulkner Township) là một xã thuộc quận Polk, tiểu bang Arkansas, Hoa Kỳ. Năm 2010, dân số của xã này là 13 người.